# Languimberg
Languimberg é uma comuna francesa na região administrativa de Grande Leste, no departamento de Moselle. Estende-se por uma área de 18,38 km². Em 2010 a comuna tinha 174 habitantes (densidade: 9,5 hab./km²).